# .bs
.bs (Bahamas) é o código TLD (ccTLD) na Internet para as Bahamas.